# Dydsetik
Dydsetik er en bred betegnelse for en række etiske teorier, som understreger karakterens og dydens rolle for at gøre det etisk rigtige. En dyd er en prisværdig karakteregenskab, mens en last betegner dydens modsætning. Der ses i de fleste teorier et sammenfald mellem den rette handlen og opnåelsen af et godt og lykkeligt liv - et sammenfald, som brugen af dyder som venlighed, troværdighed og gavmildhed forestilles at afspejle i dagligsproget.
De fleste anser Aristoteles for at være den første dydsetiker, idet han i Den nikomakhæiske etik udviklede en dydsetik. For ham var det at være et godt menneske og at leve et lykkeligt liv to sider af samme sag. Målet var at udvikle en personlighed og karakter, som var i overensstemmelse med menneskets natur, og som muliggjorde udvikling af både de intellektuelle og moralske dyder. Moralske dyder blev set som de sociale og indadvendte dyder, mens de intellektuelle dyder hørte det kontemplative og filosofiske liv til, hvilket Aristoteles forestillede sig som menneskets allerhøjeste mål.
Inden for nyere dydsetik foregår der til stadighed en debat om, hvorvidt dyder kan opdeles og kategoriseres, og om mennesket har en iboende natur, som bør være vores højeste mål at forfølge eller modsat bevæge os væk fra, hvis den anses som en bremse for dydernes udvikling.